# Lorenz Giovanelli
Lorenz Giovanelli (* 18. März 1915 in Frutigen; † 18. Oktober 1976 in Erlenbach im Simmental) war ein Schweizer Volksmusiker und Komponist.

## Kindheit und Jugend
Lorenzo Leonardo Domenico Giovanelli kam 1915 in Frutigen zur Welt. Sein Vater, Lorenzo Erminio Giovanelli, war ein italienischer Bauführer, der am Bau der Lötschbergbahnlinie tätig war. Seine Mutter, Elisabeth Toneatti, war die Tochter eines italienischen Ingenieurs, der sich zusammen mit seiner Frau, die aus der Innerschweiz stammte, in Frutigen niedergelassen hatte.
Als Lorenz drei Jahre alt war, zogen seine Eltern mit ihm nach Italien. Als seine Mutter bald darauf starb, brachte ihn sein Vater nach Frutigen zu Grosseltern und Tanten mütterlicherseits, wo er fortan aufwuchs. Von seinem Vater sah und hörte er zeitlebens nichts mehr.
Das Handorgelspiel wurde – wie zahlreiche Fotos belegen- schon früh seine Leidenschaft. Dabei brachte sich "ds Toneatteli", wie er in der Schule genannt wurde, das Handorgel spielen selber bei. "In sechs Musikstunden erfuhr ich etwas über Handorgel und Fingersatz, dabei sagte mir der Musiklehrer: Wenn du das in sechs Stunden nicht lernst, lernst du es nie mehr", erzählte Lorenz einst in einem Radiointerview.
Bereits während der Schulzeit musizierte er zusammen mit seinem Jugendfreund Walter Isler, der Klarinette spielte. Nach dem Schulaustritt gingen die beiden für ein Jahr zusammen ins Welschland nach Boudry. Danach begann Lorenz in Noflen eine Käserlehre, während Walter Isler nach Bern zog, um in einem Büro zu arbeiten. Weil die Nofler Käserei bald einmal der ungünstigen Wirtschaftslage zum Opfer fiel, musste sich Lorenz nach einer anderen Betätigung umsehen und ging bei der Stadtmühle Bern in die Lehre als Müller.

## Musik – Beruf und Berufung
Schon als junger Bursche musizierte Lorenz nicht nur gerne selber, sondern tat auch alles, um anderen beim Musik machen zuzuhören: "Den Grundstein legten zwei Theater, eines in Frutigen, das andere in Reichenbach, wo es hiess, es handorgele dann auch einer", erzählte Lorenz später gerne. Am Freitagabend durften die Schulkinder für 50 Rappen an die Hauptprobe dieser Theateraufführungen, und dafür nahm Lorenz auch die fünfeinhalb Kilometer Fussmarsch nach Reichenbach gerne auf sich: "Auf dem Hinweg war man gespannt auf diese Handorgel und der Heimweg wiederum ging ring, weil man sie ja nun gehört und noch ein wenig in den Ohren hatte", erinnerte er sich.
Zusammen mit Walter Isler/Klarinette, Hans Schmid/Handorgel und Johann Grossen/Bass, hob Lorenz Giovanelli dann 1932 die Kapelle „Alpengruss“ Frutigen aus der Taufe, deren Bezeichnung fortan in einem Zug mit seinem persönlichen Namen genannt werden sollte. An der Seite von Alfred Kölliker kamen 1934 als Handorgelduett die ersten Tonaufnahmen zustande. Bis zum Ende seines Lebens sollte er schließlich die erstaunliche Anzahl von annähernd 500 Tänzen auf Schallplatten aufnehmen. Hatte er bis dahin sein Können einzig auf der diatonischen Handharmonika unter Beweis gestellt, so folgte er als Zwanzigjähriger dem Rat des Handorgelfabrikanten Ernst Salvisberg und lernte zusätzlich, abermals aus dem Stegreif, Akkordeon spielen. Und das sollte eine gute Entscheidung sein: Als der zweite Weltkrieg- und damit auch die wirtschaftliche Krise- begann, wurde es für Lorenz zunehmend schwieriger, sich und seiner Familie im angestammten Beruf ein Einkommen zu sichern. Deshalb entschied er sich 1941, mit der Musik auch seinen Lebensunterhalt zu verdienen und wurde Berufsmusiker.
So musizierte er in den folgenden Jahren mit stets wechselnden Mitspielern vorwiegend in Bern, Zürich und Luzern.
Daneben begleitete er als Musikant oft auch Jodlerinnen und Jodler (u. a. Jakob Ummel, Vreny Schmidlin) und Trachtengruppen.
Nach dieser Zeit der lebhaften musikalischen Tätigkeit fand er nach dem Krieg wieder zurück in seinen bürgerlichen Beruf als Müller, dem er nun über eine längere Zeitspanne hinweg im Appenzellerland nachging.
Später arbeitete er als Chauffeur unter anderem in Thun und Spiez.
Lorenz Giovanellis Kapelle "Alpengruss Frutigen" war nie eine Spielgemeinschaft von längerer Dauer. Vielmehr formierte sie sich fortwährend neu, was genau in Lorenz’ Sinn war: "Mir hat es Spass gemacht, heute mit diesem, morgen mit jenem und übermorgen noch einmal mit einem anderen zu spielen. Das macht das ganze interessant, jeder hat seine Eigenart, auf die man sich wieder konzentrieren muss. Ja nicht jahrelang mit den gleichen spielen! Das gibt eine Routine, die so perfekt wird, dass das Musikhören aufs Mal gar nicht mehr schön ist", sagte er in einer Ansprache zu seinem 60. Geburtstag mit Überzeugung.
Zu seinen Mitspielern gehörten unter anderem Emil Zwyer, Sepp Gehrig, Toni Amrein, Hubert Camenzind, Matthias Iten, Edy Keiser, Edi Steiner, Werner Büschlen, Fritz Bircher, Fritz Schranz, Fritz Tschannen, Ernst Feuz, Ernst Kröpfli und Ruedi Allenbach.
Für Schallplattenaufnahmen zog Lorenz Giovanelli jeweils nur erstklassige Kräfte zu, namentlich die beiden Bläser Kaspar Muther und Seppi Vogel. Aber auch Jost Ribary, Max Cerutti, Sebastian Kaufmann oder die Akkordeonisten Paul Zimmermann und Arthur Brügger liehen ihm häufig ihre Unterstützung und hatten beträchtlichen Anteil an seinen Erfolgen.
Lorenz Giovanelli war ein begnadeter Stegreifspieler; er konnte weder Noten lesen noch Noten schreiben. Lange Jahre antwortete er auf die Frage nach Noten zu seinen Stücken: „Kaufen Sie sich eine Schallplatte und lernen Sie ab Schallplatte.“ Mit den Jahren liess er viele Stücke schliesslich doch niederschreiben und so ist ein Teil seiner etwa 240 eigenen Tänze in den Verlagen Hans Niederdorfer, Ernedy, Stucki und Grossmann erschienen.

## Familie
Ende der Dreissigerjahre heiratete Lorenz Giovanelli in Frutigen des damaligen Sigristen Tochter Hedwig Lauber. Mit den Jahren kamen sechs Kinder dazu.
Die Familie lebte bis 1960 im Haus von Lorenz’ Grosseltern Toneatti in Frutigen. 1960 konnten sie sich in Reutigen ein Haus kaufen, wo sie fortan lebten.
1948 wurde Lorenz Giovanelli, der bis dahin italienischer Staatsbürger war, das Schweizer Bürgerrecht zuerkannt.
Daran, dass er seiner musikalischen Ader immer folgen und seine grosse Leidenschaft zeitweise zum Beruf machen konnte, hatte auch seine Ehefrau grossen Anteil: So schaute Hedi zu Hause stets zum rechten, betreute die sechs Kinder, und ging daneben verschiedenen Arbeiten nach, um zusätzlich etwas zum Lebensunterhalt beizusteuern: Zuerst nähte und stickte sie lange Jahre in Heimarbeit – etwa Stoffsäckli für die Schweizer Armee oder Bettwäsche für Aussteuern – und als die Kinder grösser waren arbeitete sie in den Wäschereien verschiedener Hotels. Von Reutigen aus nähte und flickte sie dann für die Betreuten im damaligen Asyl Gottesgnad in Spiez.
Am 30. April 1976 machte die Ländlerkapelle "Alpengruss Frutigen" noch einmal Aufnahmen. Zwar entschloss sich Lorenz nur ungern zu diesen Plattenaufnahmen: "Es gibt nun wirklich kaum mehr ein Ensemble, das nicht auf irgendeine Art auf der schwarzen Scheibe verewigt ist. Da wäre es total unnütz, den Markt noch mehr zu überhäufen", liess er den Aufnahmeleiter Dölf Elsener wissen.
Trotzdem liess er sich schliesslich zu den Aufnahmen überzeugen – und es sollten seine letzten werden: Ein halbes Jahr später starb Lorenz Giovanelli nach kurzer Krankheit im Spital Erlenbach. Seine musikalischen Spuren aber sind auch nach bald 40 Jahren nicht verwischt: Noch heute spielen viele Musikanten aus der ganzen Schweiz seine Stücke und einigen ist er immer noch ein grosses Vorbild.

## Freizeit
Neben der Musik betrieb Lorenz Giovanelli auch weitere Freizeitbeschäftigungen sehr intensiv. So gehörte er etwa zu den Gründungsmitgliedern der Jodlergruppe Lötschberg in Frutigen und betätigte sich auch als Alphornbläser und Fahnenschwinger.
Eine seiner weiteren Leidenschaften waren Autos: Er machte 1951 den Führerschein und besass später unter anderem einen Hotchkiss, einen VW-Käfer, einen Triumph Spitfire, einen Mercedes und einen Lancia Aurelia B20.
In den 50er- und 60er-Jahren wurde das Skispringen zu seinem grossen Hobby: Zwar sprang er nicht selber vom Schanzentisch, sondern amtete als Sprungrichter. Auch in dieser Funktion arbeitete er sich bis ganz nach oben und legte schliesslich die Prüfung als FIS-Sprungrichter ab. In dieser Zeit wurde er ein guter Freund von Erich Recknagel, dem einstigen deutschen Meister im Skispringen aus der ehemaligen DDR. 1964 war Lorenz Giovanelli an den olympischen Spielen in Innsbruck dabei. Bei seinen Einsätzen bewertete er unter anderem den Schweizer Skispringer Andreas Däscher, dem er 1956 den Marsch "Däscher-Flug" widmete.
In späteren Jahren wurde Lorenz Giovanelli ein aktiver Armbrustschütze: Um 1960 war er bei der Gründung der Armbrustschützengesellschaft Bubenberg-Spiez dabei, später gehörte er den Armbrustschützen Höngg an und 1974 wurde er Präsident der Armbrustschützen Mülenen, wo er eine der treibenden Kräfte war beim Bau des neuen Schiessstands. In seinem Heim in Reutigen hatte er zudem einen eigenen Schiessstand.

## Belege
- Ausschnitt aus der Biographie von Lorenz Giovanelli www.lorenz-giovanelli.ch